# Trophée NHK 1997
Navigation
Édition précédente Édition suivante
Le Trophée NHK (en anglais : NHK Trophy) est une compétition internationale de patinage artistique qui se déroule au Japon au cours de l'automne. Il accueille des patineurs amateurs de niveau senior dans quatre catégories: simple messieurs, simple dames, couple artistique et danse sur glace.
Le dix-neuvième Trophée NHK est organisé du 27 au 30 novembre 1997 au White Ring de Nagano. Il est la sixième compétition de la Série des champions ISU senior de la saison 1997/1998.
Ce Trophée NHK est également l'événement test pour les compétitions de patinage artistique des Jeux olympiques d'hiver de 1998 qui auront lieu dans cette arène.

## Résultats

### Messieurs
| Rang | Nom                  | Pays        | Points | Prog. court | Prog. libre |
| ---- | -------------------- | ----------- | ------ | ----------- | ----------- |
| 1    | Ilia Kulik           | Russie      | 1.5    | 1           | 1           |
| 2    | Scott Davis          | États-Unis  | 4.5    | 5           | 2           |
| 3    | Guo Zhengxin         | Chine       | 5.0    | 4           | 3           |
| 4    | Daniel Hollander     | États-Unis  | 6.0    | 2           | 5           |
| 5    | Thierry Cérez        | France      | 8.5    | 9           | 4           |
| 6    | Takeshi Honda        | Japon       | 8.5    | 3           | 7           |
| 7    | Andrejs Vlascenko    | Allemagne   | 9.5    | 7           | 6           |
| 8    | Dmytro Dmytrenko     | Ukraine     | 12.0   | 8           | 8           |
| 9    | Makoto Okazaki       | Japon       | 13.0   | 6           | 10          |
| 10   | Yamato Tamura        | Japon       | 14.0   | 10          | 9           |
| 11   | Jean-François Hébert | Canada      | 17.0   | 12          | 11          |
| 12   | Roman Skorniakov     | Ouzbékistan | 17.5   | 11          | 12          |

### Dames
| Rang | Nom               | Pays        | Points | Prog. court | Prog. libre |
| ---- | ----------------- | ----------- | ------ | ----------- | ----------- |
| 1    | Tanja Szewczenko  | Allemagne   | 2.5    | 3           | 1           |
| 2    | Maria Butyrskaya  | Russie      | 2.5    | 1           | 2           |
| 3    | Chen Lu           | Chine       | 4.0    | 2           | 3           |
| 4    | Vanessa Gusmeroli | France      | 6.5    | 5           | 4           |
| 5    | Fumie Suguri      | Japon       | 8.5    | 7           | 5           |
| 6    | Shizuka Arakawa   | Japon       | 9.0    | 6           | 6           |
| 7    | Tatiana Malinina  | Ouzbékistan | 11.5   | 9           | 7           |
| 8    | Elena Liashenko   | Ukraine     | 12.0   | 4           | 10          |
| 9    | Hanae Yokoya      | Japon       | 13.0   | 10          | 8           |
| 10   | Yulia Vorobieva   | Azerbaïdjan | 13.0   | 8           | 9           |
| 11   | Joanne Carter     | Australie   | 17.5   | 13          | 11          |
| 12   | Angela Derochie   | Canada      | 18.0   | 12          | 12          |
| 13   | Sydne Vogel       | États-Unis  | 18.5   | 11          | 13          |

### Couples
| Rang    | Nom                                | Pays       | Points | Prog. court | Prog. libre |
| ------- | ---------------------------------- | ---------- | ------ | ----------- | ----------- |
| 1       | Shen Xue / Zhao Hongbo             | Chine      | 2.5    | 3           | 1           |
| 2       | Jenni Meno / Todd Sand             | États-Unis | 2.5    | 1           | 2           |
| 3       | Peggy Schwarz / Mirko Müller       | Allemagne  | 5.0    | 4           | 3           |
| 4       | Evgenia Filonenko / Igor Marchenko | Ukraine    | 6.5    | 5           | 4           |
| 5       | Maria Petrova / Teimuraz Poulin    | Russie     | 8.0    | 6           | 5           |
| 6       | Danielle McGrath / Stephen Carr    | Australie  | 9.5    | 7           | 6           |
| 7       | Samantha Marchant / Chad Hawse     | Canada     | 11.0   | 8           | 7           |
| 8       | Marie Arai / Shin Amano            | Japon      | 12.5   | 9           | 8           |
| Abandon | Oksana Kazakova / Artur Dmitriev   | Russie     |        | 2           |             |

### Danse sur glace
| Rang | Nom                                       | Pays       | Points | Danse imposée | Danse originale | Danse libre |
| ---- | ----------------------------------------- | ---------- | ------ | ------------- | --------------- | ----------- |
| 1    | Oksana Grichtchouk / Ievgueni Platov      | Russie     | 2.0    | 1             | 1               | 1           |
| 2    | Shae-Lynn Bourne / Victor Kraatz          | Canada     | 4.0    | 2             | 2               | 2           |
| 3    | Barbara Fusar-Poli / Maurizio Margaglio   | Italie     | 6.0    | 3             | 3               | 3           |
| 4    | Sylwia Nowak / Sebastian Kolasiński       | Pologne    | 8.0    | 4             | 4               | 4           |
| 5    | Kateřina Mrázová / Martin Šimeček         | Tchéquie   | 10.0   | 5             | 5               | 5           |
| 6    | Elizaveta Stekolnikova / Dmitri Kazarlyga | Kazakhstan | 12.0   | 6             | 6               | 6           |
| 7    | Galit Chait / Sergei Sakhnovski           | Israël     | 14.0   | 7             | 7               | 7           |
| 8    | Isabelle Delobel / Olivier Schoenfelder   | France     | 16.0   | 8             | 8               | 8           |
| 9    | Kate Robinson / Peter Breen               | États-Unis | 18.0   | 9             | 9               | 9           |
| 10   | Aya Kawai / Hiroshi Tanaka                | Japon      | 20.0   | 10            | 10              | 10          |
| 11   | Nozomi Watanabe / Akiyuki Kido            | Japon      | 23.0   | 12            | 12              | 11          |
| 12   | Zhang Weina / Cao Xianming                | Chine      | 23.0   | 11            | 11              | 12          |

## Sources
- Résultats du Trophée NHK 1997
- Patinage Magazine N°60 (Décembre 1997-Janvier 1998)